# Jerel Worthy
(en) Statistiques sur pro-football-reference
Jerel Worthy (né le 26 avril 1990 à Dayton (Ohio)) est un joueur américain de football américain.

## Enfance
Worthy use les bancs de la Wayne High School de sa ville natale d'Huber Heights.

## Carrière

### Université
Il entre en 2009 à l'université d'État du Michigan où il commence des études sur le développement humain ainsi que sur la famille. Lors de ses deux premières années, il est titulaire à vingt-quatre des vingt-six matchs et tacle à soixante-dix-sept reprises et fait 8,5 sacks. En 2011, il est un des meilleurs joueurs de la ligne défensive[réf. nécessaire] et est nommé dans l'équipe All-America de la saison.

### Professionnel
Jerel Worthy est sélectionné au deuxième tour du draft de la NFL de 2012 par les Packers de Green Bay au cinquante-et-unième choix.

## Palmarès
- Freshman All-American 2009
- Équipe All-America 2011